# Stavanger Hockey
 Stavanger Hockey är en norsk ishockeyklubb från Stavanger. Stavanger Hockey grundades 2012 när Siddis Hockey och Viking Hockey slogs samman. Klubben spelar sina hemmamatcher i Siddishallen med en Kapacitet på 3 000 åskådare. 
Stavanger Hockey har en stor yngre avdelning och dam laget spelar säsongen 2021/2022 i Norges högsta  division, och har varit  Norska mästerskapet i ishockey 4 gångar sista gången var 2019.

## Mästerskapstitlar
norska mästare dam (4 gånger ):
- 2016, 2017, 2018 och 2019

Seriemästare dam (5 gånger ):
- 2014/15, 2015/16, 2017/18, 2018/19 och 2019/20

## Kända spelare
- Lene Tendenes spalar för Linköping HC Dam.
- Karoline Pedersen spalar för Djurgården Hockey Dam.